# 克丽·约翰逊
克丽·约翰逊（英語：Kerry Johnson，1963年10月23日—），澳大利亚女子田径运动员。她曾代表澳大利亚参加1986年和1990年英联邦运动会田径比赛，获得一枚金牌和二枚银牌。她也曾参加1988年和1992年夏季奥运会。